# 捷维亚季内农村居民点
捷维亚季内农村居民点（俄语：Сельское поселение Девятинское）是俄罗斯联邦沃洛格达州维捷格拉区所属的一个农村居民点。其下辖有14个居民点，行政中心为捷维亚季内。据2015年统计，该农村居民点的人口为4208人。